# Tekla Náhlovská

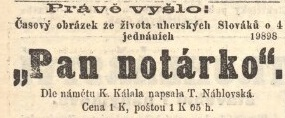
Pozvánka na ochotnické představení

Tekla Náhlovská, roz. Oliveriusová (23. září 1847 Kralovice – 11. srpna 1916 Praha), byla česká autorka divadelních her, především komedií a frašek.

## Život
Narodila se 23. září 1847 v Kralovicích jako poslední z osmi dětí Antonínu Oliveriusovi a Barboře Oliveriusové, roz. Kondelíkové (zemřela 2. října 1891). Antonín Oliverius byl v Kralovicích měšťanem, kupcem a magistrátním radou.
O dětství a mládí Tekly Náhlovské v Kralovicích se neví nic.

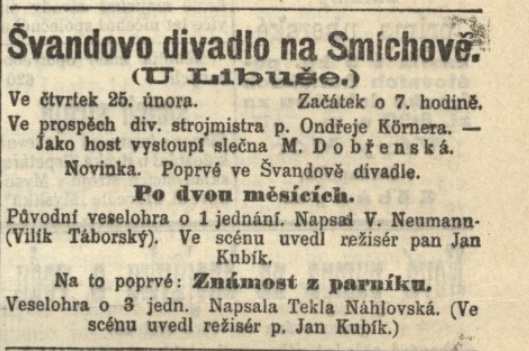
Pozvánka na ochotnické představení

V roce 1870 se provdala za úředníka banky Slavia v Praze Antonína Náhlovského. Měli dva syny – Jaroslava a Vladimíra, manžel Antonín Náhlovský tragicky zemřel 18. března 1899. Jinak o jejím životě není nic známo. Byla členkou Společnosti přátel starožitností od roku 1889 (Národní politika 14. ledna 1889). Zemřela 11. srpna 1916 v Praze a v Praze na Vinohradském hřbitově byla pochována. Na její úmrtí upozorňují noviny Venkov 16. srpna 1916 slovy "spisovatelka oblíbených divadelních her napsala také řadu veršů a pěkných povídek". Slávie, týdeník věnovaný politice, všeobecnému vzdělávání a jiným praktickým potřebám Čechoameričanů v Americe, uveřejnil zprávu o jejím úmrtí 31. října 1916.

## Dílo
Svoji dramatickou tvorbu – frašky a komedie – zahájila v 90. letech 19. století. Napsala pět her, v nichž těží ze situační komiky venkovského i městského prostředí. Jednající osoby v jejích hrách jsou dobře odpozorované figury a figurky české společnosti přelomu 19. a 20. století narušované sociálními vztahy, mocí peněz a nerovností osob. Příběhy jsou jednoduché s nebohatou fabulací. Dobře má autorka také odpozorované pokleslé vlastenectví a ztrátu národního uvědomění, všímá si i otázek ženské emancipace. Dalších několik jejích her zůstalo v rukopise.
Z maloměstského prostředí těží fraška Výstavní los aneb Honba za ženichem, v roce 1892 ji hrála divadelní Pištěkova společnost.
Ve stejném roce měla na repertoáru Společnost P. Švandy ml. hru Nevěřím aneb Sázka o vous s titulem Prohráno, vousy dolů! V komedii těžící ze záměny osob se mladík z bohaté rodiny vydává za ševce, aby zjistil, zda ho jeho chudá milá nemá ráda jenom pro peníze. Hru uvádělo také Divadlo českých ochotníků v Místku v roce 1 893, jak upozorňovaly Lidové noviny i noviny Moravská orlice. Plzeňské divadlo tuto hru uvedlo v roce 1894.
Do venkovského prostředí je zasazena hra Paní představená poukazující na sociální předsudky. Komedii Paní představenou sehráli v roce 1900 ochotníci v Žadonicích (v okrese Hodonín) v hostinci u Svozilů 22. ledna 1900; čistý výnos z přestavení byl věnován na školní knihovnu, jak uvedly Lidové noviny 22. dubna 1900 v čísle 92. Hru uvedli také ochotníci ve Starém Svojanově 13. ledna 1901, jak se lze dočíst v Jitřence s datem 15. ledna 1901 (vydávány v Poličce).
Hra Defraudanti už má rysy kritičnosti; ředitel banky chce utajit její bankrot, ke kterému banku dovedl společně se svými příbuznými. Ve hře nevystupuje žádná kladná postava, protože původně jediná, totiž novinář Chudobka, se také dal zkorumpovat .

Politika odnárodňování a postupující maďarizace se odráží ve hře Pan notárko! napsané podle povídky Karla Kálala. Hlavní postava, pomaďarštělý notář, vystupuje proti Slovákům a Slovanům vůbec. Jeho záporný charakter je násoben otcovstvím nemanželského dítěte a odmítáním ženitby s jeho matkou, což v té době bylo vysoce nemorální. Nakonec ho matka dítěte Marienka odmítne a notář končí sebevraždou. Pan notárko! vyšel nákladem Josefa Svobody na Královských Vinohradech v roce 1905. Na hru bylo upozorněno v Národních listech slovy: 
"...Paní Náhlovská postavila na scénu obraz plný života nejen zevního, ale i vnitřního. Mluví se tu sice o věcech vlasteneckých, ale nikoli šablonou a frázemi. Notárko je vtělení slovenské bolesti. Syn slovenské matky věrné a náboženské, ale výchovou úřední naprosto skoro zvrhlý a zkažený. Pravme skoro. Na dně duše mu přece je zůstalo něco citu pravého, ten se vzedme a přinutí ubožáka k poznání a zoufalství. Drama je schopno vzbuditi na českých divadlech více poznání a mravního účinku, než deset knih a kupa přednášek. Upozorňujeme naše spolky na tuto hru. Není dlouhá, scény se bystře střídají, řeč je přirozená a jadrná, česká, ale zbarvená slovenskými a maďarskými pořekadly, dobrých efektů je dosti. Provozovací právo je úplně volné."

Informaci o vydání Pana Notárka u nakl. Josefa Svobody přinesla zprávu i revue Naše doba (1906. roč. 13, seš. 11). Znovu byla hra vydána v roce 1908 v Telči nakladatelem E. Šolcem. A podle Poledního listu z 11.10.1930 hrál Ochotnický spolek Vojan v Lounech hru ještě 14. října 1930, v novinách je na tuto skutečnost upozorněno ve třech po sobě následujících říjnových číslech - 11., 12. a 14.
Za jejího života byla vydána postupně Výstavní los aneb Honba za ženichem (1892), Prohráno, vousy dolů! aneb I chudý lid má svou čest (1893), Paní představená (1900), Defraudanti (1902), Pan notárko! (1905).
O provedeních jejích her informovaly různé deníky a týdeníky v Čechách a na Moravě.
V knihovně Muzea a galerie severního Plzeňska v Mariánské Týnici je uložen mj. plakát ochotnického divadelního spolku Kolár v Kralovicích, který pořádal 20. března 1898 představení Prohráno, vousy dolů aneb I chudý lid má svou čest.

## Galerie

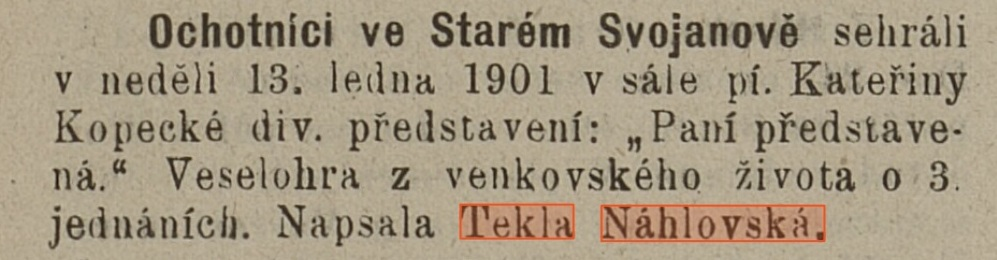
Pozvánka na představení
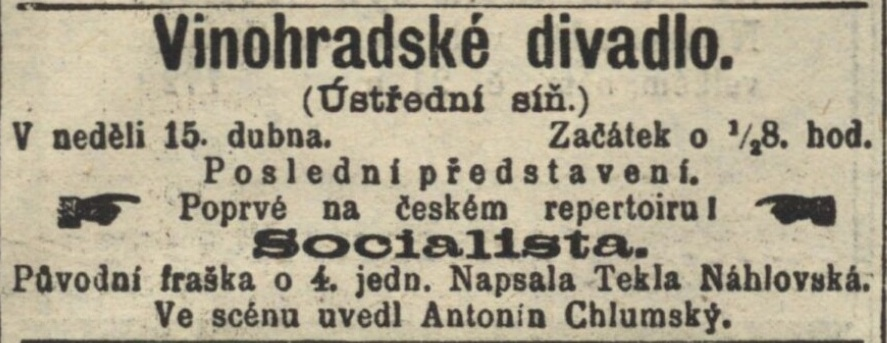
Pozvánka na představení
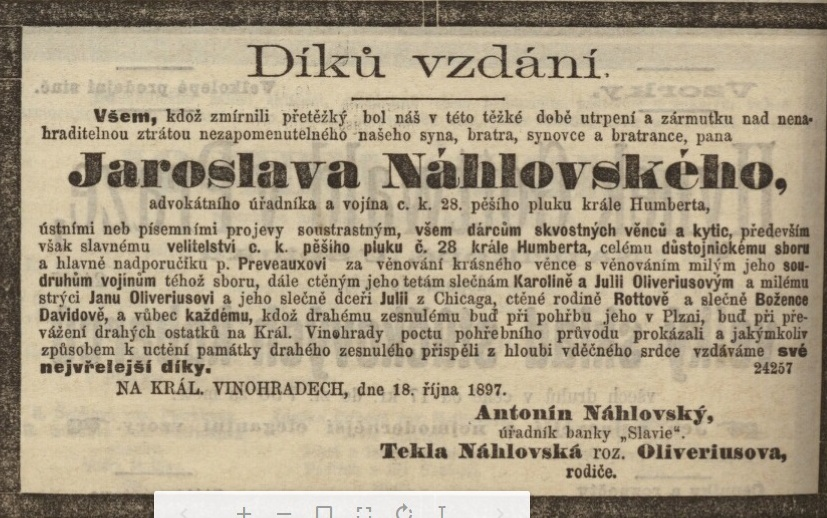
Úmrtní oznámení (Národní listy)
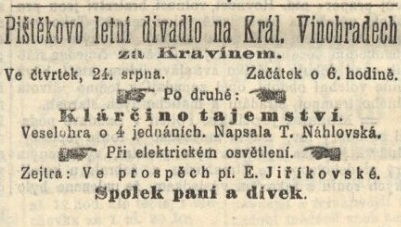
Pozvánka na představení
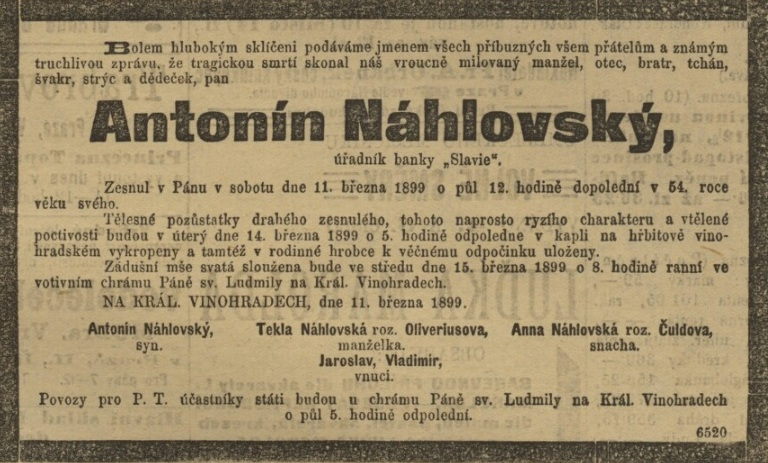
Úmrtní oznámení (Národní listy)